# Samtgemeinde Altes Amt Lemförde
Altes Amt Lemförde is een samtgemeinde in het zuiden van het Landkreis Diepholz in de Duitse deelstaat Nedersaksen, juist ten noorden van de gemeente Stemwede in Noordrijn-Westfalen. Het bestuur van het samenwerkingsverband is gevestigd in Lemförde.

## Deelnemende gemeenten
- Brockum (1.045)
- Hüde, incl. de dorpen Sandbrink en Burlage,  SAE aan de zuidoever van het Dümmer Meer, (1.223)
- Lembruch, SAE en toeristendorp aan het Dümmer Meer, (1.195)
- Lemförde, hoofdplaats en bestuurszetel van de Samtgemeinde (3.288)
- Marl (716)
- Quernheim (454)
- Stemshorn (688)

Tussen haakjes het aantal inwoners per 31 december 2018. (totaal gehele Samtgemeinde: 8.609 inwoners)
SAE: Staatlich anerkannter Erholungsort

## Ligging, verkeer, vervoer

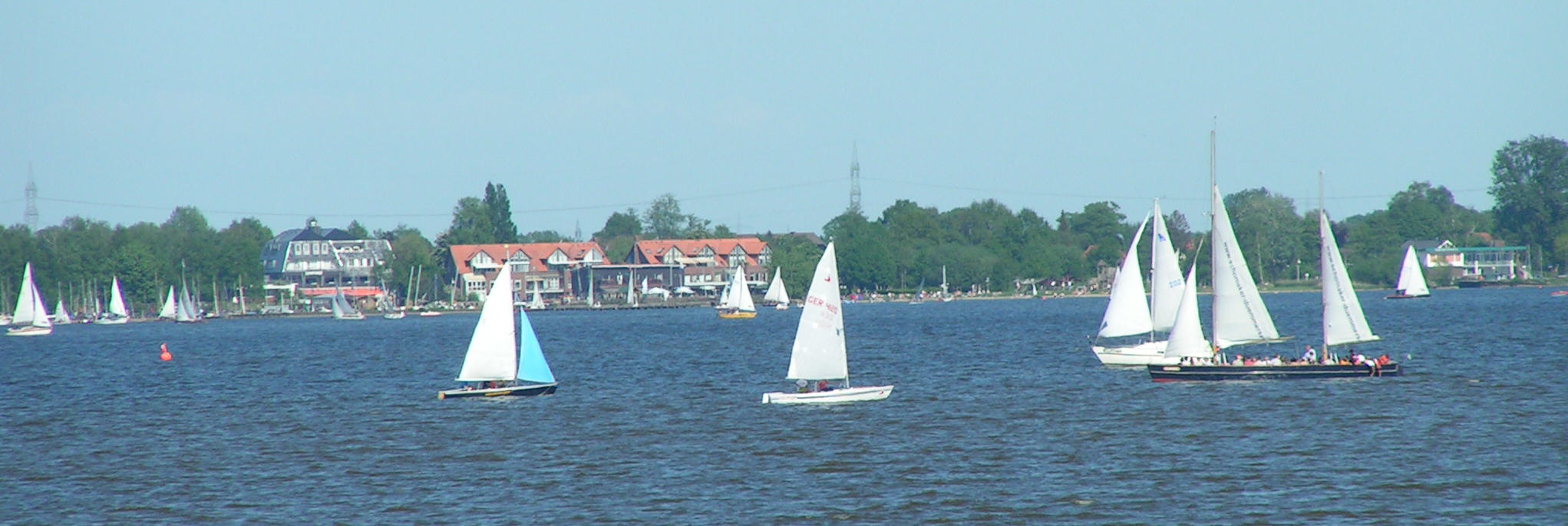
Zeilboten op het Dümmer meer bij Lembruch
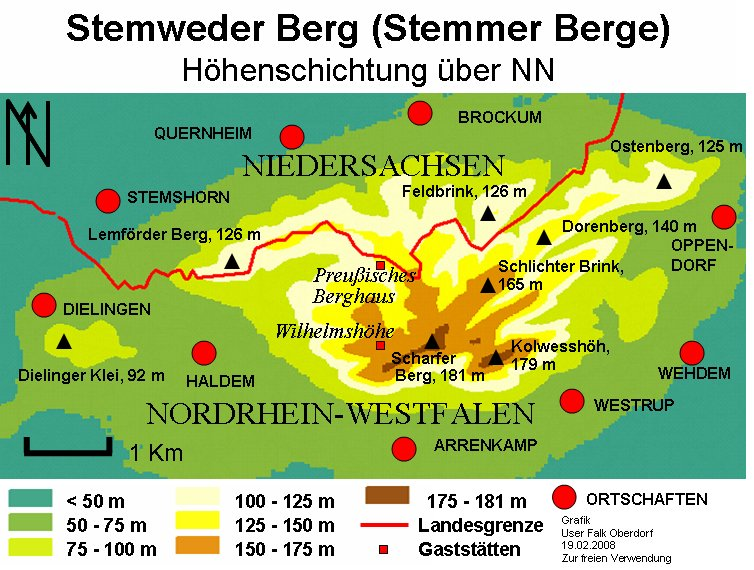
Kaart van de heuvelrug Stemweder Berg

De gemeente ligt nagenoeg geheel binnen het Naturpark Dümmer. De zuidoostelijke helft van het Dümmer meer (ook wel als "de Dümmer" aangeduid) ligt binnen de gemeentegrens. De zuidgrens van de gemeente ( en die van de deelstaat Nedersaksen) loopt door de heuvelrug Stemweder Berg. Deze heuvelrug bestaat uit een door plooiing ontstane, thans tot 180 m hoge, heuvel van in het Boven-Krijt, ca. 85 miljoen jaar geleden, gevormde, aan fossielen rijke, kalkstenen. In de ijstijden is tegen de hellingen een laag löss aangewaaid, waardoor deze hier en daar zeer vruchtbaar akkerland vormen.
De rvier de Hunte vormt een deel van de westgrens van de Samtgemeinde.

### Buurgemeentes
Vanuit het noorden, in de richting van de wijzers van de klok zijn dit:
- Diepholz
- Samtgemeinde Rehden
- Wagenfeld
- Stemwede
- Bohmte
- Damme.

### Wegverkeer
Door Lembruch en Sandbrink en ten westen van Lemförde loopt de Bundesstraße 51, (Bremen – Osnabrück). In Ortsteil Marl takt een hoofdweg (geen Bundesstraße) af naar Lemförde en Brockum, en verder oostwaarts naar Rahden. Binnen ca. 30 kilometer afstand van de gemeente lopen er geen autosnelwegen.

### Openbaar vervoer
Lemförde heeft een spoorwegstation aan de lijn Osnabrück-Bremen v.v. De stoptreinen tussen deze steden stoppen er ieder uur.  Merkwaardig is, dat de gemeente Lemförde eigenaresse van het stationsgebouw is, terwijl het kadastraal ligt op de grens van de dorpen Stemshorn en Dielingen, juist binnen de gemeente Stemwede (Noordrijn-Westfalen).
Ook Lembruch heeft een stationnetje aan deze lijn. Daar stoppen echter alleen goederentreinen af en toe. Acties van o.a. de milieubeweging om, gezien het toenemende toerisme langs het Dümmer Meer, deze treinhalte te heropenen, zijn in 2019 mislukt, daar de overheid en de Duitse spoorwegen heropening te kostbaar vinden.
Busvervoer is beperkt tot in de vroege ochtend naar het station van Lemförde, en 's middags de andere kant op rijdende scholierenbusdiensten. Verder rijden er extra bussen tijdens de jaarmarkt van Brockum.

## Economie
Lemförde heeft een grote fabriek van BASF AG, waar polyurethaan- kunststoffen worden gemaakt. Er werken ca. 1.400 mensen. Verder heeft ZF Friedrichshafen in Lemförde een productie-locatie van auto-onderdelen (precisie-onderdelen voor de stuurinrichting, die ook onder de aan het concern toebehorende merknaam Lemförder worden verhandeld).
Naast deze twee grote bedrijven bezit de gemeente een grote kwekerij van orchideeën, op de industrieterreinen bij Lembruch en enige andere dorpen betrekkelijk veel midden- en kleinbedrijf, en landbouwbedrijven.
Het toerisme (watersport- en verblijfsrecreatie) in de gemeente, vooral in Lembruch en Hüde, bij de Dümmer is belangrijk.  Vanwege het natuurschoon is het ook elders in de gemeente niet te verwaarlozen.

## Geschiedenis

### Lemförde
Lemförde, van oudsher een voorde, niet in een rivier maar door een moeras heen, werd in 1248 voor het eerst in een document vermeld. De plaats heette in de middeleeuwen Löwenförde, Leonis forda of Lauenfurth. Mede daarom, en omdat de graven van Diepholz een leeuw in hun wapenschild voerden, staat er in het gemeentewapen nog altijd een leeuw. Lemförde ontstond in 1316 rondom een kasteel, door de graven van Diepholz als grensvesting gesticht. Deze graven lieten ook al vroeg, tussen 1300 en 1650 , een voor alle soorten karren goed berijdbare weg van Lemförde naar Diepholz aanleggen; nu was dit ook nog de kortste route geworden tussen Bremen en Osnabrück; uiteraard hieven de graven tol voor reizigers en handelaren, die deze weg wilden gebruiken. De Bundesstraße 51 loopt nog over het tracé van deze oude weg. Lemförde kreeg in deze tijd ook de status van Marktflecken (vlek), een plaats die marktrecht maar geen stadsrecht had. 
Na het uitsterven van het Diepholzer grafelijk geslacht, viel Graafschap Diepholz, met inbegrip van Lemförde, in 1585 aan het Hertogdom Brunswijk-Lüneburg.  In 1629 werd te Nienburg/Weser een grensakkoord met de zuiderbuur Prinsbisdom Minden bereikt. De grens kwam aan de zuidrand van de huidige Samtgemeinde te liggen, op de kam van de heuvel Stemweder Berg. Nog steeds loopt hier de grens tussen de deelstaten Nedersaksen en Noordrijn-Westfalen. 
Na de Dertigjarige Oorlog (1618-1648), waarin het gebied veel te lijden had van oorlogsgeweld en besmettelijke ziektes, ging het kasteel Lemförde in 1642 verloren. Of het door brand, een belegering of door sloop wegens overbodigheid verdween, is niet meer te achterhalen.
Sinds de Reformatie zijn de meeste christenen in de Samtgemeinde evangelisch-luthers.
In 1655 werd Lemförde door een grote brand getroffen, o.a. de kerk brandde tot de grond toe af. Het kasteel werd in 1671 vervangen door een Amtshof, een woonkasteeltje voor de Amtmann, die de hertog in Lemförde vertegenwoordigde. De Amtshof zou in 1968 gesloopt worden; gelukkig bleek de afbraak van dit historische pand te duur. In 1990 werd het gebouw gerestaureerd en in 2016 is het voorzien van een moderne aanbouw, en de Amtshof is nu, zoals eigenlijk in de 17e eeuw al het geval was, bestuurszetel en gemeentehuis van de Samtgemeinde.
Lemförde kwam na de Napoleontische tijd aan het Koninkrijk Hannover en was grensplaats met het Koninkrijk Pruisen, dat in 1866 het Koninkrijk Hannover en dus ook Lemförde annexeerde.
Het plaatsje Lemförde, dat in 1873 aan het spoorwegnet werd aangesloten, had in 1937 minder dan duizend inwoners, en had het karakter van een boerendorp. Na de Tweede Wereldoorlog steeg de bevolking sterk, eerst door de opname van honderden gezinnen van Heimatvertriebene en later door de vestiging van enige grote industrieën, die de bouw van nieuwe woonwijken voor hun medewerkers noodzakelijk maakten.

### Overige plaatsen
- Brockum bestaat al sinds 969. De jaarmarkt van het dorp heeft een traditie, die ten minste tot het jaar 1558 teruggaat. Brockum werd in 1822 geheel door brand verwoest, maar mede dankzij gulle giften vanuit de omgeving spoedig weer opgebouwd.
- Een kilometer ten noordwesten van Stemshorn zijn bij het aanleggen van een aardgasleiding resten van waterputten uit de tijd van de Trechterbekercultuur (3500-3200) v.C. gevonden.

## Natuurschoon, bezienswaardigheden, toerisme
- Zie onder Lembruch en onder Dümmer voor het Dümmer meer (watersport en aanverwante recreatie; vogelreservaten)
- Wandel- en fietsroutes doorkruisen de gehele gemeente.
- Er is een beeldenroute langs de Dümmer (Lembruch-Hüde).
- Men kan goed wandelen in het bos van de heuvelrug Stemweder Berge ten zuiden van Lemförde en Brockum.
- Het gehucht Burlage bij Hüde heeft een opvallend evangelisch-luthers kerkje, de Maria-Kirche met bezienswaardig 18e-eeuws interieur. Het maakte tot aan de Reformatie in de 16e eeuw deel uit van een mogelijk 11e-eeuws klooster.
- Vierdaagse jaarmarkt te Brockum (oktober), met kermis en op de slotdag, een dinsdag, een door mensen uit geheel Noord-Duitsland bezochte grote veemarkt (200.000 bezoekers per jaar).
- De Schäferhof aan de Hunte is een kleine vergaderlocatie met café, aantrekkelijk gelegen aan de Hunte.

## Afbeeldingen

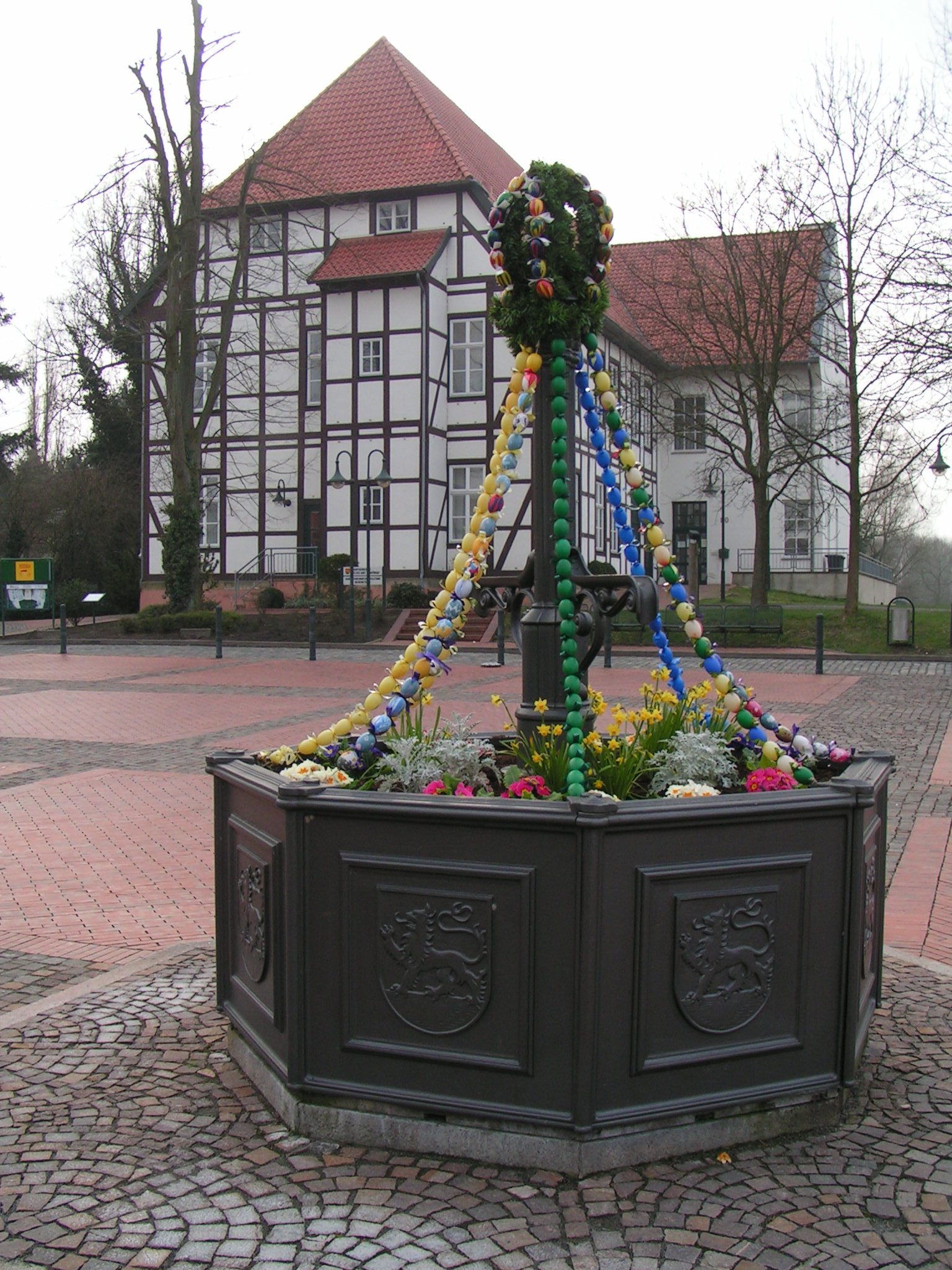
Amtshof te Lemförde (foto genomen met Pasen)
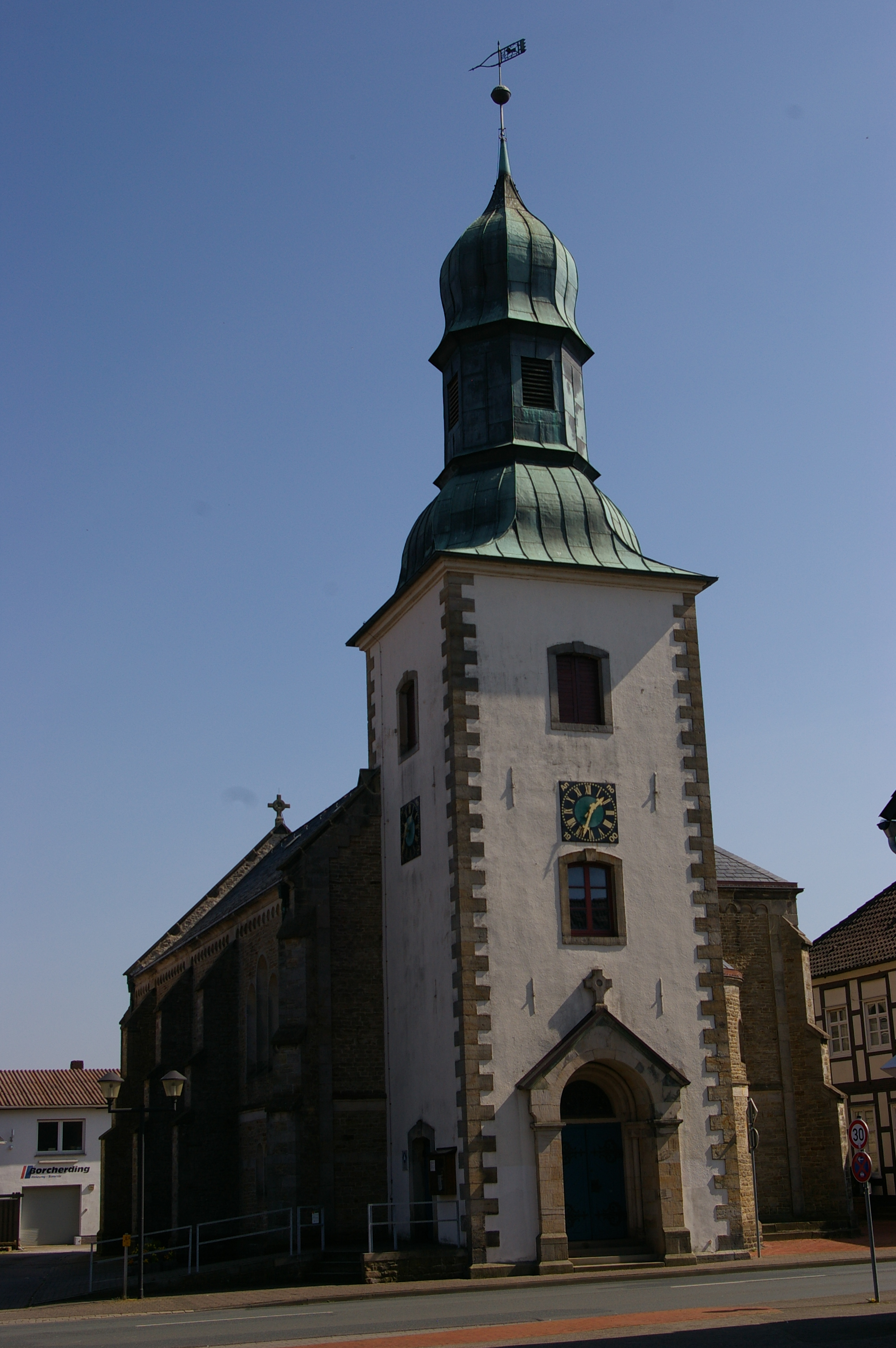
Evang.-lutherse kerk te Lemförde (1890)
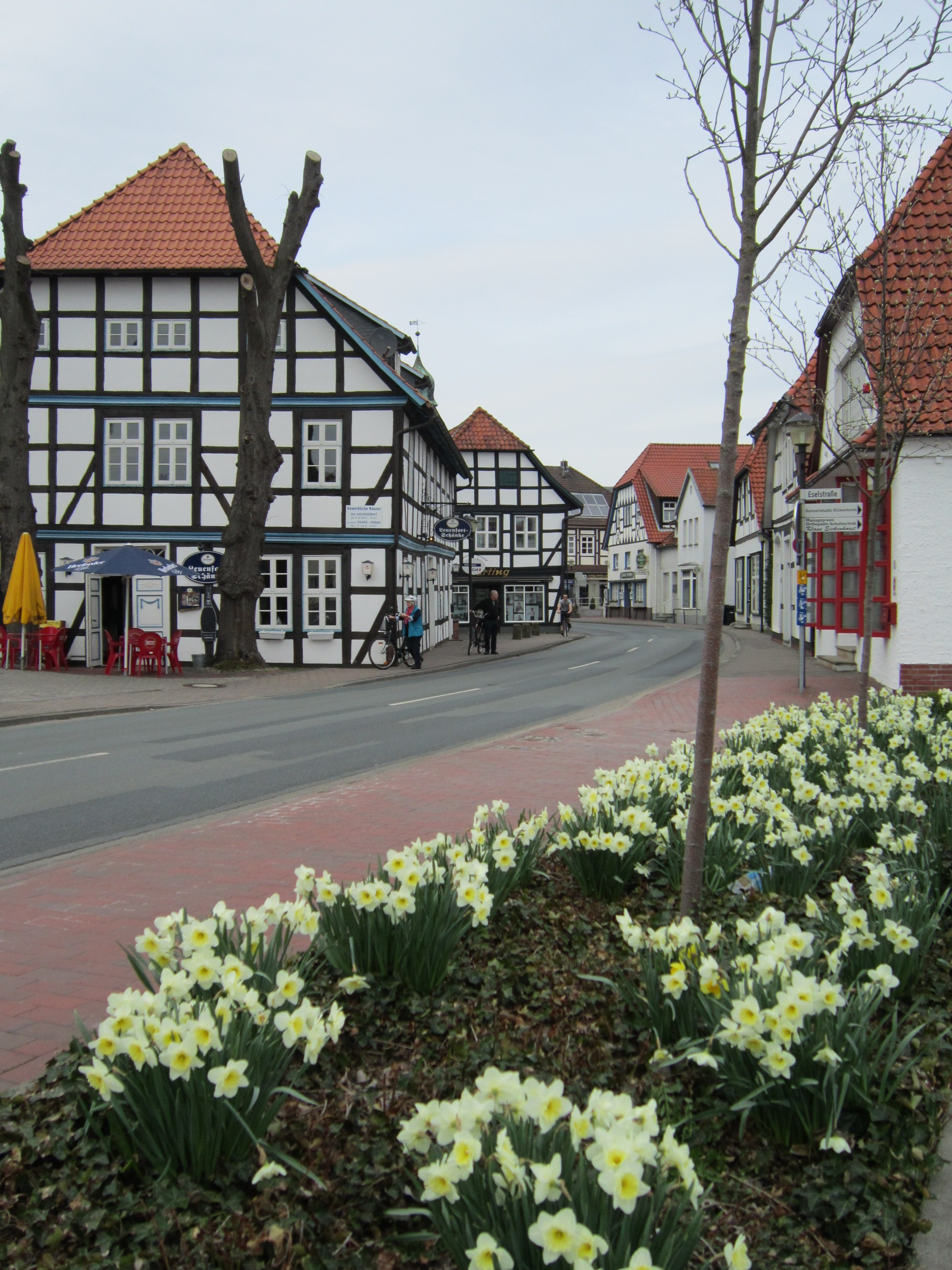
De Hauptstraße te Lemförde
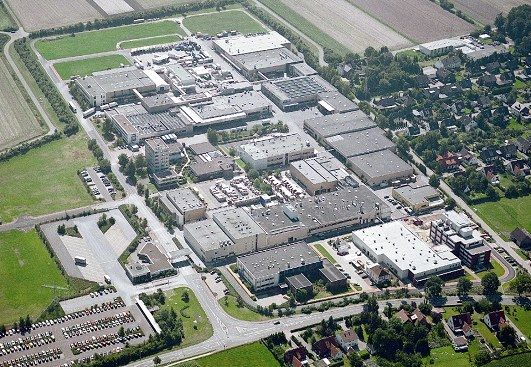
De BASF Polyurethaanfabriek bij Lemförde
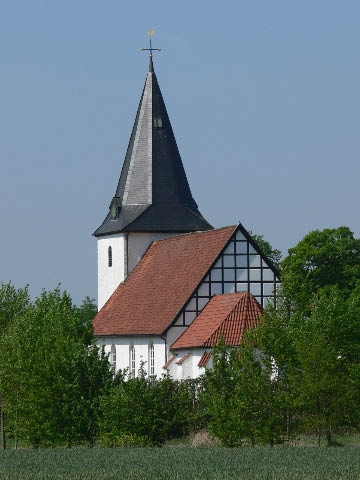
Mariakerk, Burlage bij Hüde
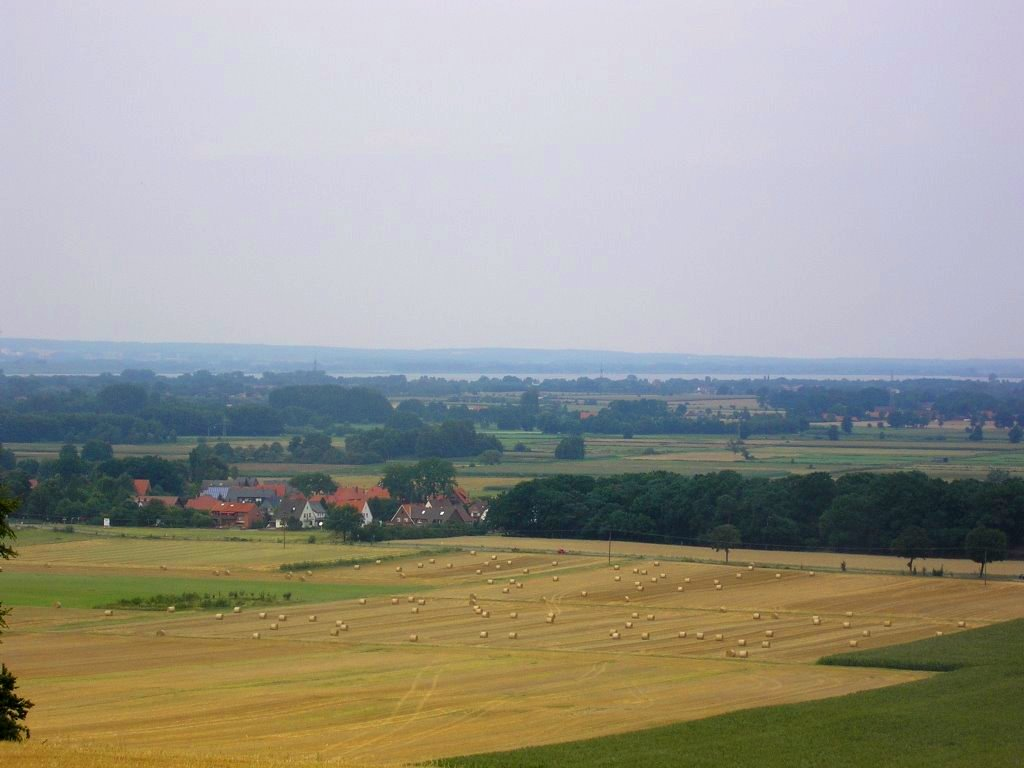
Blik vanaf de Stemweder Berg naar de Dümmer
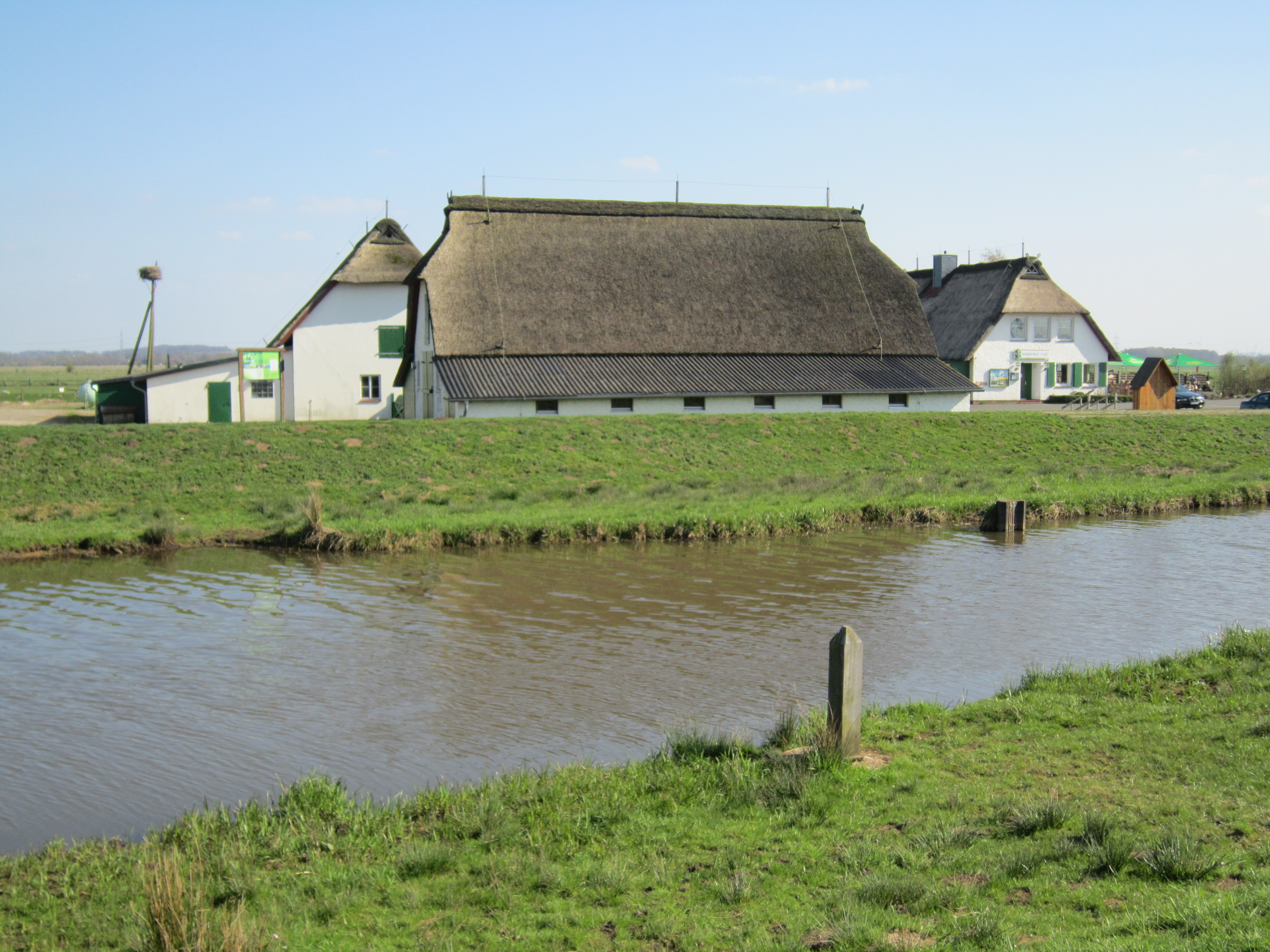
Boerderij Schäferhof (Herdershoeve) aan de Hunte